# Variations de Bonis
Pour les articles homonymes, voir Sarabande (homonymie).
Les Variations, op. 85, sont une œuvre de la compositrice Mel Bonis, datant de 1901.

## Composition
Mel Bonis compose ses Variations pour deux pianos. L'œuvre, dédiée à Mme Albert Hecht, est publiée la même année chez les éditions Hachette. Elle est rééditée en 1910 aux éditions Demets puis en 2018 aux éditions Furore.

## Réception
La pièce est créée le 30 mai 1903 chez Jeanne Monchablon.
Elle est jouée le 22 mai 1906, lors d'un concert où plusieurs des œuvres de Mel Bonis sont jouées. Elle est alors interprétée par Gabrielle Monchablon et la compositrice. Elles sont alors chroniquées par Charles Cornet, qui les trouve « un peu longuettes, quoique élégamment contrepointées et claires, agrémentées de renversements de rythmes bien adaptés », tandis qu'un de ses collègues les trouve au contraire « captivantes ». Le Courrier musical ainsi que le Mercure musical en font aussi la critique.
Les Variations sont jouées le 21 février 1907.
L'œuvre est diffusée le 15 décembre 1936 par la Radio suisse romande, dans le cadre d'un programme d'œuvres pour deux pianos.

## Sources
- Étienne Jardin, Mel Bonis (1858-1937) : parcours d'une compositrice de la Belle Époque, 2020 (ISBN 978-2-330-13313-9 et 2-330-13313-8, OCLC 1153996478, lire en ligne)